# Đội tuyển Davis Cup Sudan
Đội tuyển Davis Cup Sudan đại diện Sudan ở giải đấu quần vợt Davis Cup, được quản lý bởi Hiệp hội Quần vợt Sudan. Đội chưa thi đấu kể từ năm 2001.

## Lịch sử
Sudan lần đầu tiên tham gia Davis Cup vào năm 1994. Thành tích tốt nhất của họ là thứ 7 Nhóm III trong năm đầu ra mắt.